# Tratado de Blois (1509)
 Tratado de Blois (desambiguación)

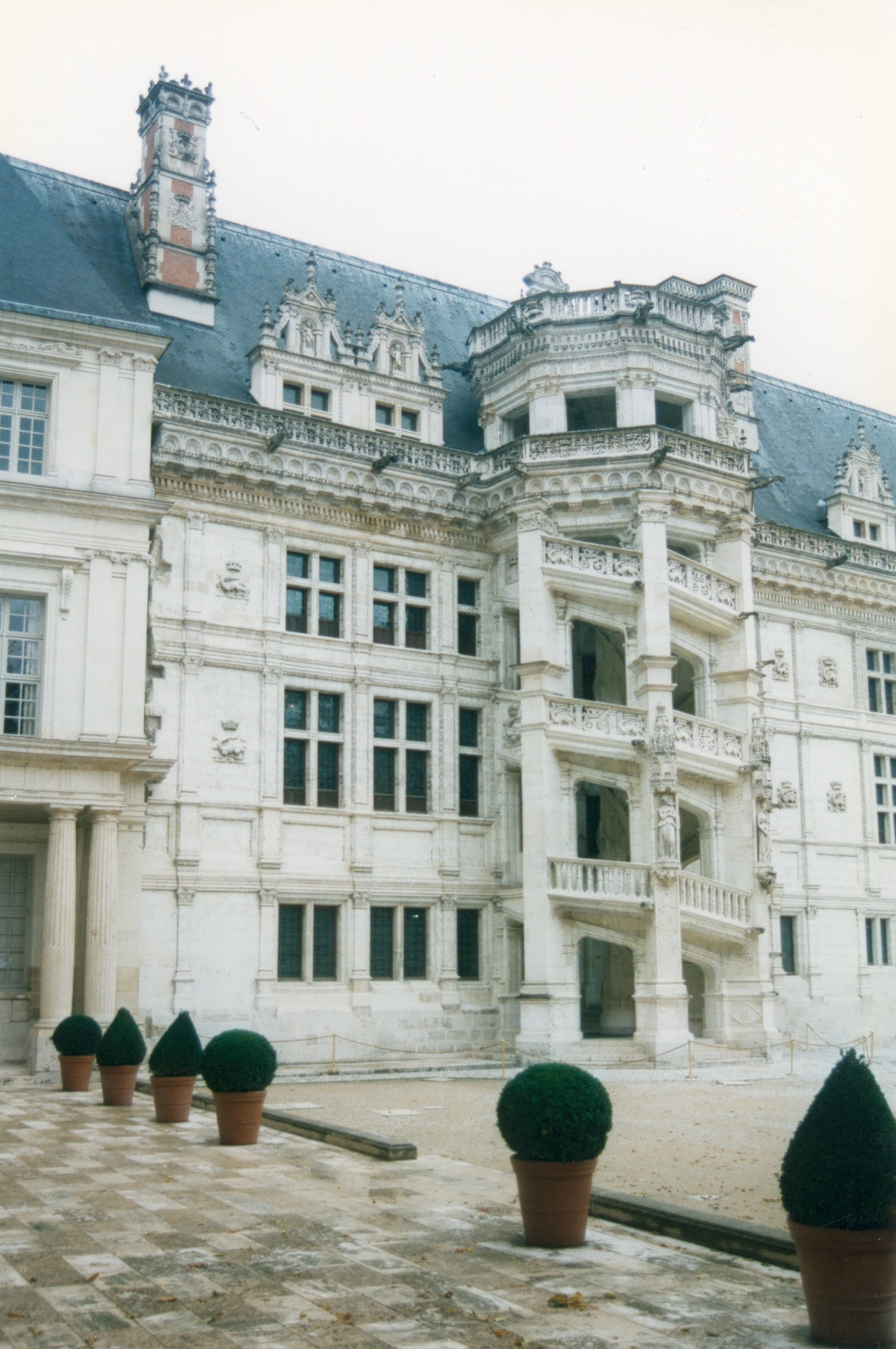
Castillo de Blois, escenario de los cuatro tratados de Blois.

El tercer Tratado de Blois fue firmado el 12 de diciembre de 1509 en la ciudad francesa de Blois y pretendía un acuerdo sobre la sucesión de las coronas de Castilla y Aragón entre Fernando el Católico y el emperador Maximiliano I de Austria, con presencia del rey de Francia Luis XII.

## El tratado
La situación en Castilla era incierta tras la muerte de Felipe el Hermoso el 25 de septiembre de 1506 y Fernando el Católico, a pesar de haberse retirado a sus posesiones de Aragón tras el matrimonio con Germana de Foix, vuelve a la órbita castellana. Su hija Juana I empieza a dar muestras de incapacidad mental para gobernar y el Cardenal Cisneros decide llamar a Fernando en calidad de regente, iniciándose la segunda regencia del rey católico en Castilla que abarcará entre 1507 y 1516.
La situación preocupaba la posible sucesión del príncipe Carlos de Luxemburgo (futuro Carlos I de España), nieto del emperador Maximiliano I de Austria, debido a la presión que Fernando podía hacer desde el trono castellano. El 3 de mayo de 1509 Germana de Foix da a Fernando el Católico un hijo, Juan de Aragón, pero este muere a las pocas horas del parto. En el otoño de ese mismo año se encierra a Juana en Tordesillas al ser declarada loca.
La posibilidad de que un nuevo hijo de Fernando el Católico heredase Castilla en detrimento del nieto de Maximiliano hizo que ambos monarcas acordaran un pacto sobre la sucesión castellana en Blois. Así se aseguró la sucesión del hijo de Juana I, el príncipe Carlos, permitiéndose la regencia de Fernando el Católico durante la minoría de edad del heredero. Se acordó que un futuro vástago del rey aragonés y Germana de Foix sólo podría tener derechos de sucesión sobre los territorios de la Corona de Aragón. Esta condición no llegó a cumplirse, ya que esto hubiera supuesto la separación definitiva del reino de Castilla y Aragón. 
Asimismo se pactó la ayuda de las tropas aragonesas y castellanas al emperador en su campaña sobre el norte de Italia.
- Datos: Q9089610

[[Categoría:Historia de la Corona de Aragón